# (13723) Kolokolova
(13723) Kolokolova est un astéroïde de la ceinture principale.

## Description
(13723) Kolokolova est un astéroïde de la ceinture principale. Il fut découvert le 27 août 1998 à la station Anderson Mesa par le programme LONEOS. Il présente une orbite caractérisée par un demi-grand axe de 2,77 UA, une excentricité de 0,17 et une inclinaison de 4,2° par rapport à l'écliptique.

## Compléments